# Bean bag

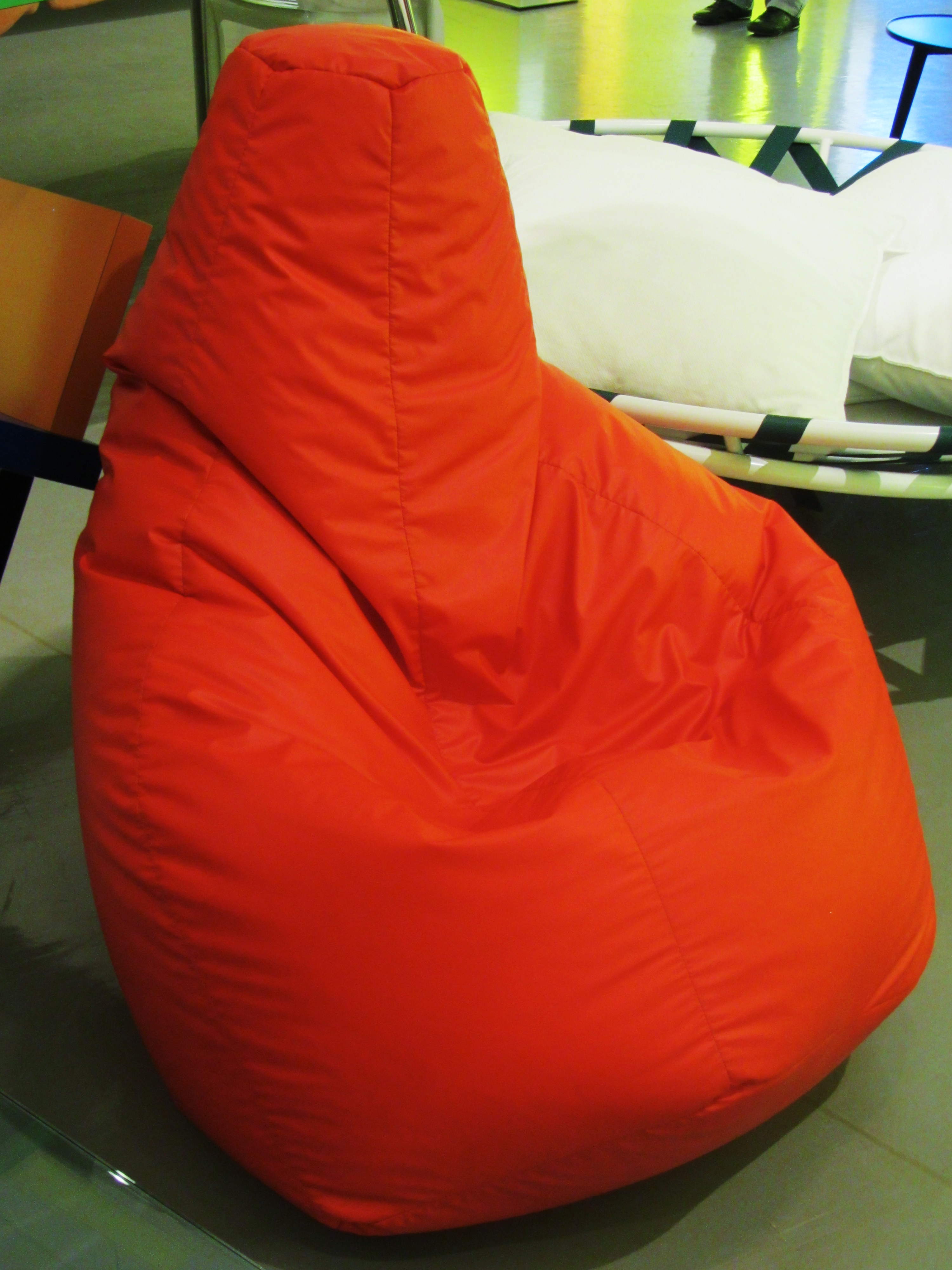

Bean bag (česky též sedací vak, sedací pytel, vak nebo pytel na sezení) je polštář různých rozměrů i tvarů naplněný drobnými polystyrenovými kuličkami, který se svým tvarem přizpůsobuje tělu. V současné době je možné najít celou řadu druhů sedacích pytlů, včetně využití jako pelíšků pro psy a kočky nebo lehačky, resp. dětského lehátka pro batolata a kojence.

## Popis

### Účel sedacích vaků
V nabídce některých firem najdeme sedací vaky pro kojence a batolata, které jsou alternativou pro současná dětská lehátka (lehačky). Dále jsou sedací vaky často využívány také jako pelíšky pro domácí mazlíčky (psy, kočky). Původně byly sedací pytle určeny hlavně pro odpočinek, tedy sezení a ležení lidí. Tento účel zůstal dominantní dodnes. Pořídit se dnes dají i varianty plovoucí na vodě.

### Náplň sedacích vaků
Do sedacích vaků se používají jako náplň polystyrenové kuličky. Tyto kuličky je možné na trhu najít také pod označením EPS kuličky. Jedná se o drobné několikamilimetrové kuličky z expandovaného a tvrzeného polystyrenu jehož hustota se pohybuje obvykle mezi 10 a 20 gramy na litr. Tento interval také určuje míru slehnutí kuliček vlivem používání v průběhu času. Čím hustší kuličky jsou, tím méně se při používání slehávají (zmenšují svůj objem) a díky tomu, je není nutné tak často dosypávat, tak abychom udržely sedací vak stále stejně plný. Vzhledem k velmi různým cenám na trhu za kuličky různé hustoty je toto kritérium velmi důležitým prvkem při výběru sedacího vaku nebo náplně do něj. Vzhledem k tomu, že jsou tyto kuličky používány v obytných prostorech měly by splňovat vyhlášku o technických podmínkách požární ochrany staveb č. 23/2008 Sb. Dále by polystyrenové kuličky do sedacích vaků měly splňovat kritéria pro styk s pokožkou dané vyhláškou č. 102/2001 Sb.

### Vnější obal sedacího vaku
Vnější obaly se dělají z různých materiálů jako je kůže, koženka, alcantara, nylon, bavlna atd. Při výběru nebo zhotovení sedacího vaku je nutné brát zřetel na fakt, že sedací vak je neustále položen na podlaze a tím dochází k jeho většímu opotřebení než u ostatního čalouněného nábytku a je více náchylnější na zašpinění. Proto je vhodné aby potahové látky byly omyvatelné, pořídit se dají i vaky voděodolné určené na venkovní užití.

### Vnitřní obal sedacího pytle
Sedací pytle mají někdy také vnitřní "ochranný" obal ve kterém jsou umístěny EPS kuličky. Tento vnitřní vak umožňuje vnější "povlak" prát v pračce, ale také zamezuje úniku kuliček v případě poškození vnějšího "povlaku".

## Historie

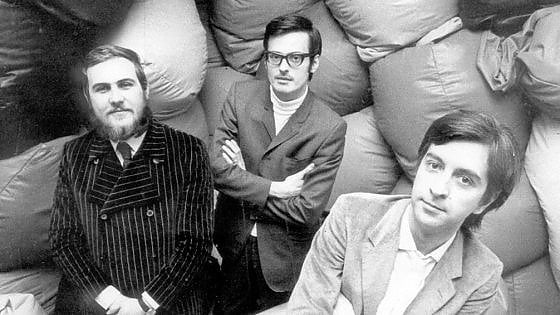
Pietro Gatti, Cesare Paolini and Franco Teodoro, authors of Sacco

První sedačku ve stylu bean bag navrhl v roce 1965 v té době ještě student umělecké školy Roger Dean pod názvem "sea urchin chair" (židle mořská ježovka). Šlo o kulatý vak naplněný pěnovou hmotou, která se přizpůsobila tvaru lidského těla. V tomto období se v rámci designu nábytku rozvíjí snaha o ergonomičnost sedaček. Ve stylu radikálního italského designu pak Piero Gatti, Cesare Paolini a Franco Teodoro přišli s koncepcí židle, která se dokáže přizpůsobit rozmanitých situacím a tvaru těla. Vznikla tak v roce 1969 tzv. "sacco" (židle sacco), která byla tvaru hrušky a původně potažená kůží. V roce 1969 se pak sacco objevila na pařížském veletrhu nábytku a design se stal ikonickým. Ve velkém se pak bean bagy vyráběly od 70. let, běžně se začaly plnit polystyrenovými peletami a jejich popularita sílila především v rámci univerzitních kampusů po celém světě.

## Výstavy
Museum of Modern Art, New York: Recent Acquisitions: Design Collection, 1 December 1970, 31 January 1971
Museum of Modern Art, New York: Italy: The New Domestic Landscape, 26 May - 11 September 1972
Solomon R. Guggenheim Museum, The Italian Metamorphosis,1943-1968, 7 October 1994—22 January 1995 [Triennale di Milano February—May 1995, Kunstmuseum Wolfsburg May—September 1995]
Museum of Modern Art, New York: Architecture and Design: Inaugural Installation, 20 November 2004 - 7 November 2005
Cité de l'architecture et du patrimoine, Paris: Architects’ Furniture: 1960–2020, September 2019

## Muzea
Museum of Modern Art, New York
Israel Museum, Jerusalem
Uměleckoprůmyslové Muzeum, Prague
Kunstgewerbemuseum, Berlin
Victoria and Albert Museum, London
Kunstmuseum, Düsseldorf
Museum für angewandte Kunst, Vienna
Taideteollisuusmuseo Konstindustrimuseet, Helsinki
Musée des Arts Décoratifs, Paris
The Saint Louis Art Museum, Saint Louis
Museo dell'arredo contemporaneo, Russi (Ra)
Museum für Kunst und Gewerbe, Hamburg
Denver Art Museum, Denver
Dallas Museum of Art, Dallas
Fondazione Triennale Design Museum, Milan
Tel Aviv Museum of Art, Tel Aviv
Vitra Design Museum, Weil am Rhein
Musée National d'Art Moderne (Centre Pompidou), Paris
Thessaloniki Design Museum, Thessaloniki
Brücke-Museum, Berlin
Fonds Régional d'Art Contemporain, Dunkerque
Centro Arte e Design, Calenzano
Museum of Applied Arts and Sciences, Powerhouse Museum, Sydney
Museum voor Sierkunst en Vormgeving, Gent
Philadelphia Museum of Art, Philadelphia
Shiodome Italia Creative Center, Tokyo

## Ceny
Bio 5 Ljubljana, Biennale of Design Ljubljana, 1973
Selected for the Compasso d'Oro Award, 1970
M.I.A.- Mostra Internazionale dell'Arredamento, Monza, 1968
XXVI Compasso d'Oro Award, 2020